# Superstar (album)
Pour les articles homonymes, voir Superstar.
Albums de Dennis Brown
Super Reggae & Soul Hits
(1972) Just Dennis
(1975)
Superstar est un album de Dennis Brown qu'il coproduit avec Sidney Crooks en 1973. Le chanteur y reprend plusieurs tubes, tels que (Sittin' On) The Dock Of The Bay d'Otis Redding, Tears Won't Help You de Freddy McKay, Message To Martha de Jerry Butler, Black Magic Woman de Fleetwood Mac, You're No Good de Ken Boothe et When I'm Down d'Alton Ellis.
Le disque est réédité au Canada en 1979 par le label Cindy Records.

## Titres
Face A
1. Dock Of The Bay (Otis Redding, Steve Cropper) - 3:06
2. Change Your Style (Freddy McKay) - 2:27
3. Message To Martha (Burt Bacharach, Hal David) - 2:51
4. Out In The Rain (Dennis Brown) - 2:55
5. Black Magic Woman (Peter Green) - 2:52

Face B
1. You're No Good (Ken Boothe) - 2:03
2. Can't Stop (Dennis Brown) - 2:42
3. He's Above (Dennis Brown) - 3:01
4. Look What You're Doing To Me (Dennis Brown) - 3:18
5. When I'm Down (Alton Ellis, Clement Seymour Dodd) - 3:15